# John Forssman
Magnus John Karl August Forssman (Kalmar, 22 novembre 1868 – 12 marzo 1947) è stato un patologo e batteriologo svedese.
Conseguì la sua formazione presso l'Università di Lund, dove in seguito fu professore di patologia generale, batteriologia e scienze della salute pubblica. Dal 1927 al 1930 fu direttore dell'ospedale universitario.

## Opere
- Über die Ursachen, welche die Wachsthumsrichtung der peripheren Nervenfasern bei der Regeneration bestimmen, 1898.
- Studien über die Antitoxinbildung bei aktiver Immunisierung gegen Botulismus (in Centralblatt für Bakteriologie, 1905).
- Untersuchungen über die lysinbildung (med Bång, in Hofmeisters Beiträge, 1906).
- Om therapeutisk vaccinbehandling, 1916.
- Pathogena bakteriers, infektioners och vissa epidemiers beroende av främmande bakterier, 1918.[2]